# Сандіп Седжвал
Сандіп Седжвал (23 січня 1989) — індійський плавець.
Учасник Олімпійських Ігор 2008 року.
Переможець Азійських ігор 2010, 2016 років.